# CléA
Le CléA désigne la certification du socle de connaissances et de compétences professionnelles, tel qu'il est défini par les textes français relatifs à la formation professionnelle. Ce socle est constitué de l'ensemble des connaissances et des compétences qu'il est utile pour un individu de maîtriser afin de favoriser son accès à la formation professionnelle et à son insertion professionnelle, mais aussi sa meilleure insertion dans sa vie sociale, civique et culturelle.
Ce certificat est placé sous la responsabilité de l’association nationale pour la certification paritaire interprofessionnelle (Certif'Pro), constituée des organisations syndicales de salariés et des organisations professionnelles d’employeurs, représentatives au niveau national et interprofessionnel. Il est délivré par les délégataires désignés par Certif'pro.